# Fußball-Weltmeisterschaft 1998/Gruppe A
Spiele der Gruppe A der Fußball-Weltmeisterschaft 1998.
| Pl. | Land       | Sp. | S | U | N | Tore    | Diff. | Punkte |
| --- | ---------- | --- | - | - | - | ------- | ----- | ------ |
| 1.  | Brasilien  | 3   | 2 | 0 | 1 | 006:300 | +3    | 06     |
| 2.  | Norwegen   | 3   | 1 | 2 | 0 | 005:400 | +1    | 05     |
| 3.  | Marokko    | 3   | 1 | 1 | 1 | 005:500 | ±0    | 04     |
| 4.  | Schottland | 3   | 0 | 1 | 2 | 002:600 | −4    | 01     |

## Brasilien – Schottland 2:1 (1:1)
| Brasilien                                                         | Brasilien | Schottland | Schottland |
| ----------------------------------------------------------------- | --- | --- | ---------- |
| Brasilien                                                         | \| 1. Spieltag (Eröffnungsspiel) \| \| 10. Juni 1998 um 17:30 Uhr in Paris/Saint-Denis (Stade de France) \| \| Zuschauer: 80.000 (ausverkauft) \| \| Schiedsrichter: José María García-Aranda ( Spanien) \| \| Spielbericht \| | \| 1. Spieltag (Eröffnungsspiel) \| \| 10. Juni 1998 um 17:30 Uhr in Paris/Saint-Denis (Stade de France) \| \| Zuschauer: 80.000 (ausverkauft) \| \| Schiedsrichter: José María García-Aranda ( Spanien) \| \| Spielbericht \|             | Schottland |
| Brasilien                                                         | Cláudio Taffarel – Cafu, Júnior Baiano, Aldair, Roberto Carlos – Giovanni (46. Leonardo), Dunga , César Sampaio, Rivaldo – Ronaldo, Bebeto (70. Denílson) Cheftrainer: Mário Zagallo                                           | Jim Leighton – Colin Calderwood, Colin Hendry , Tommy Boyd – Craig Burley, Paul Lambert, John Collins, Christian Dailly (85. Tosh McKinlay) – Darren Jackson (78. Billy McKinlay) – Gordon Durie, Kevin Gallacher Cheftrainer: Craig Brown | Schottland |
| Brasilien                                                         | 1:0 César Sampaio (4.) 2:1 Boyd (73., Eigentor) | 1:1 Collins (38., Foulelfmeter) | Schottland |
| Brasilien                                                         | Aldair, César Sampaio | Jackson | Schottland |
| 1. Spieltag (Eröffnungsspiel)                                     | | |            |
| 10. Juni 1998 um 17:30 Uhr in Paris/Saint-Denis (Stade de France) | | |            |
| Zuschauer: 80.000 (ausverkauft)                                   | | |            |
| Schiedsrichter: José María García-Aranda ( Spanien)               | | |            |
| Spielbericht                                                      | | |            |

## Marokko – Norwegen 2:2 (1:1)
| Marokko                                                        | Marokko | Norwegen | Norwegen |
| -------------------------------------------------------------- | --- | --- | -------- |
| Marokko                                                        | \| 1. Spieltag \| \| 10. Juni 1998 um 21:00 Uhr in Montpellier (Stade de la Mosson) \| \| Zuschauer: 28.800 \| \| Schiedsrichter: Pirom Un-prasert ( Thailand) \| \| Spielbericht \| | \| 1. Spieltag \| \| 10. Juni 1998 um 21:00 Uhr in Montpellier (Stade de la Mosson) \| \| Zuschauer: 28.800 \| \| Schiedsrichter: Pirom Un-prasert ( Thailand) \| \| Spielbericht \|                                                             | Norwegen |
| Marokko                                                        | Driss Benzekri – Abdelilah Saber, Noureddine Naybet , Youssef Rossi, Abdelkrim El Hadrioui – Tahar El Khalej (90. Rachid Azzouzi) – Said Chiba, Youssef Chippo (78. Gharib Amzine) – Mustapha Hadji – Salaheddine Bassir, Abdeljalil Hadda (87. Ali El Khattabi) Cheftrainer: Henri Michel ( Frankreich) | Frode Grodås – Henning Berg, Dan Eggen, Ronny Johnsen, Stig Inge Bjørnebye – Erik Mykland, Kjetil Rekdal, Øyvind Leonhardsen – Håvard Flo (72. Ståle Solbakken), Ole Gunnar Solskjær (46. Vidar Riseth) – Tore André Flo Cheftrainer: Egil Olsen | Norwegen |
| Marokko                                                        | 1:0 Hadji (38.) 2:1 Hadda (59.) | 1:1 Chippo (45.+1’, Eigentor) 2:2 Eggen (61.) | Norwegen |
| Marokko                                                        | Chiba | | Norwegen |
| 1. Spieltag                                                    | | |          |
| 10. Juni 1998 um 21:00 Uhr in Montpellier (Stade de la Mosson) | | |          |
| Zuschauer: 28.800                                              | | |          |
| Schiedsrichter: Pirom Un-prasert ( Thailand)                   | | |          |
| Spielbericht                                                   | | |          |

## Schottland – Norwegen 1:1 (0:0)
| Schottland                                                           | Schottland | Norwegen | Norwegen |
| -------------------------------------------------------------------- | --- | --- | -------- |
| Schottland                                                           | \| 2. Spieltag \| \| 16. Juni 1998 um 17:30 Uhr in Bordeaux (Stade Jacques-Chaban-Delmas) \| \| Zuschauer: 31.800 \| \| Schiedsrichter: László Vágner ( Ungarn) \| \| Spielbericht \|                                                    | \| 2. Spieltag \| \| 16. Juni 1998 um 17:30 Uhr in Bordeaux (Stade Jacques-Chaban-Delmas) \| \| Zuschauer: 31.800 \| \| Schiedsrichter: László Vágner ( Ungarn) \| \| Spielbericht \|                                                                    | Norwegen |
| Schottland                                                           | Jim Leighton – Colin Calderwood (61. David Weir), Colin Hendry , Tommy Boyd – Craig Burley, Paul Lambert, John Collins, Christian Dailly – Darren Jackson (62. Jackie McNamara) – Gordon Durie, Kevin Gallacher Cheftrainer: Craig Brown | Frode Grodås – Henning Berg (82. Gunnar Halle), Dan Eggen, Ronny Johnsen, Stig Inge Bjørnebye – Roar Strand, Kjetil Rekdal, Vidar Riseth (75. Egil Østenstad) – Håvard Flo (62. Mini Jakobsen), Ståle Solbakken – Tore André Flo Cheftrainer: Egil Olsen | Norwegen |
| Schottland                                                           | 1:1 Burley (66.) | 0:1 H. Flo (46.) | Norwegen |
| Schottland                                                           | Jackson (2., gesperrt), Durie | Rekdal, Berg | Norwegen |
| 2. Spieltag                                                          | | |          |
| 16. Juni 1998 um 17:30 Uhr in Bordeaux (Stade Jacques-Chaban-Delmas) | | |          |
| Zuschauer: 31.800                                                    | | |          |
| Schiedsrichter: László Vágner ( Ungarn)                              | | |          |
| Spielbericht                                                         | | |          |

## Brasilien – Marokko 3:0 (2:0)
| Brasilien                                                    | Brasilien | Marokko | Marokko |
| ------------------------------------------------------------ | --- | --- | ------- |
| Brasilien                                                    | \| 2. Spieltag \| \| 16. Juni 1998 um 21:00 Uhr in Nantes (Stade Louis-Fonteneau) \| \| Zuschauer: 35.500 \| \| Schiedsrichter: Nikolai Lewnikow ( Russland) \| \| Spielbericht \|               | \| 2. Spieltag \| \| 16. Juni 1998 um 21:00 Uhr in Nantes (Stade Louis-Fonteneau) \| \| Zuschauer: 35.500 \| \| Schiedsrichter: Nikolai Lewnikow ( Russland) \| \| Spielbericht \| | Marokko |
| Brasilien                                                    | Cláudio Taffarel – Cafu, Júnior Baiano, Aldair, Roberto Carlos – Leonardo, Dunga , César Sampaio (68. Doriva), Rivaldo (88. Denílson) – Ronaldo, Bebeto (72. Edmundo) Cheftrainer: Mário Zagallo | Driss Benzekri – Abdelilah Saber (76. Lahcen Abrami), Noureddine Naybet , Youssef Rossi, Abdelkrim El Hadrioui – Tahar El Khalej – Said Chiba (76. Gharib Amzine), Youssef Chippo – Mustapha Hadji – Salaheddine Bassir, Abdeljalil Hadda (89. Ali El Khattabi) Cheftrainer: Henri Michel ( Frankreich) | Marokko |
| Brasilien                                                    | 1:0 Ronaldo (9.) 2:0 Rivaldo (45.+2’) 3:0 Bebeto (50.) | | Marokko |
| Brasilien                                                    | Júnior Baiano, César Sampaio (2., gesperrt) | Hadda, Chiba (2., gesperrt) | Marokko |
| 2. Spieltag                                                  | | |         |
| 16. Juni 1998 um 21:00 Uhr in Nantes (Stade Louis-Fonteneau) | | |         |
| Zuschauer: 35.500                                            | | |         |
| Schiedsrichter: Nikolai Lewnikow ( Russland)                 | | |         |
| Spielbericht                                                 | | |         |

## Brasilien – Norwegen 1:2 (0:0)
| Brasilien                                                 | Brasilien | Norwegen | Norwegen |
| --------------------------------------------------------- | --- | --- | -------- |
| Brasilien                                                 | \| 3. Spieltag \| \| 23. Juni 1998 um 21:00 Uhr in Marseille (Stade Vélodrome) \| \| Zuschauer: 55.000 \| \| Schiedsrichter: Esfandiar Baharmast ( Vereinigte Staaten) \| \| Spielbericht \| | \| 3. Spieltag \| \| 23. Juni 1998 um 21:00 Uhr in Marseille (Stade Vélodrome) \| \| Zuschauer: 55.000 \| \| Schiedsrichter: Esfandiar Baharmast ( Vereinigte Staaten) \| \| Spielbericht \|                                                                   | Norwegen |
| Brasilien                                                 | Cláudio Taffarel – Cafu, Júnior Baiano, Gonçalves, Roberto Carlos – Leonardo, Dunga , Rivaldo, Denílson – Ronaldo, Bebeto Cheftrainer: Mário Zagallo                                         | Frode Grodås – Henning Berg, Dan Eggen, Ronny Johnsen, Stig Inge Bjørnebye – Roar Strand (46. Erik Mykland), Kjetil Rekdal, Vidar Riseth (78. Jostein Flo) – Håvard Flo (68. Ole Gunnar Solskjær), Øyvind Leonhardsen – Tore André Flo Cheftrainer: Egil Olsen | Norwegen |
| Brasilien                                                 | 1:0 Bebeto (78.) | 1:1 T. A. Flo (83.) 1:2 Rekdal (88., Foulelfmeter) | Norwegen |
| Brasilien                                                 | Mykland, Leonhardsen | | Norwegen |
| 3. Spieltag                                               | | |          |
| 23. Juni 1998 um 21:00 Uhr in Marseille (Stade Vélodrome) | | |          |
| Zuschauer: 55.000                                         | | |          |
| Schiedsrichter: Esfandiar Baharmast ( Vereinigte Staaten) | | |          |
| Spielbericht                                              | | |          |

## Schottland – Marokko 0:3 (0:1)
| Schottland                                                            | Schottland | Marokko | Marokko |
| --------------------------------------------------------------------- | --- | --- | ------- |
| Schottland                                                            | \| 3. Spieltag \| \| 23. Juni 1998 um 21:00 Uhr in Saint-Étienne (Stade Geoffroy-Guichard) \| \| Zuschauer: 30.600 \| \| Schiedsrichter: Ali Bujsaim ( Vereinigte Arabische Emirate) \| \| Spielbericht \|                         | \| 3. Spieltag \| \| 23. Juni 1998 um 21:00 Uhr in Saint-Étienne (Stade Geoffroy-Guichard) \| \| Zuschauer: 30.600 \| \| Schiedsrichter: Ali Bujsaim ( Vereinigte Arabische Emirate) \| \| Spielbericht \|                                                                                      | Marokko |
| Schottland                                                            | Jim Leighton – David Weir, Colin Hendry , Tommy Boyd – Jackie McNamara (54. Tosh McKinlay), Paul Lambert, Christian Dailly – Craig Burley, John Collins – Gordon Durie (84. Scott Booth), Kevin Gallacher Cheftrainer: Craig Brown | Driss Benzekri – Abdelilah Saber (72. Youssef Rossi), Noureddine Naybet , Smahi Triki, Lahcen Abrami – Tahar El Khalej – Gharib Amzine (77. Rachid Azzouzi), Youssef Chippo (88. Jamal Sellami) – Mustapha Hadji – Salaheddine Bassir, Abdeljalil Hadda Cheftrainer: Henri Michel ( Frankreich) | Marokko |
| Schottland                                                            | 0:1 Bassir (22.) 0:2 Hadda (47.) 0:3 Bassir (84.) | | Marokko |
| Schottland                                                            | Gallacher | Chippo | Marokko |
| Schottland                                                            | Burley (54., grobes Foulspiel) | | Marokko |
| 3. Spieltag                                                           | | |         |
| 23. Juni 1998 um 21:00 Uhr in Saint-Étienne (Stade Geoffroy-Guichard) | | |         |
| Zuschauer: 30.600                                                     | | |         |
| Schiedsrichter: Ali Bujsaim ( Vereinigte Arabische Emirate)           | | |         |
| Spielbericht                                                          | | |         |